# Nykøbing Amt
Nykøbing Amt blev oprettet i 1662 af det tidligere Nykøbing Len. Amtet bestod af herrederne 
- Falsters Nørre
- Falsters Sønder

Samt øerne Bogø, Fejø, Femø og Askø.
Amtet blev nedlagt ved reformen af 1793, men først med effekt fra 1803. Hovedparten af amtet indgik derefter i Maribo Amt. Bogø kom dog til at høre til Præstø Amt.

## Amtmænd
- 1772-1793: Christopher Georg von Wallmoden
- 1794-1803: Antoine Bosc de la Calmette